# 刘子林

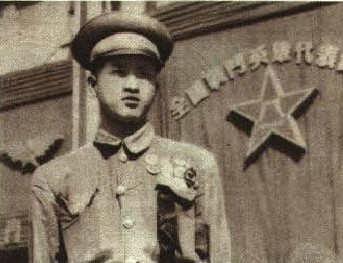
1950年全国英雄代表大会中的刘子林

刘子林（1926年—），河北省武安县人。中国人民解放军军事人物。
1937年，参加八路军。国共内战期间，担任副营长的刘子林率领奇兵偷袭广东保安第四师师部，逼令师长关中岳下令缴械。此后升任中国人民解放军第14军40师副师长。
1954年，当选第一届全国人民代表大会代表。